# Lago de Chapala
O Lago de Chapala é um lago a oeste do México próximo a Guadalajara. Encontra-se sobre uma meseta a 1.500 m de altitude, no Estado de Jalisco. É o maior lago do país, com uma superfície de 1.700 km² e está cercado de montanhas. Seu principal afluente é o rio Lerma e a saída do lago é pelo Rio Grande de Santiago.